# Henryk Santysiak
Henryk Santysiak (* 19. Mai 1957) ist ein ehemaliger polnischer Radrennfahrer.
Santysiak gewann 1979 eine Etappe der Niedersachsen-Rundfahrt. Im selben Jahr wurde er Neunter der Polen-Rundfahrt. Bei der Friedensfahrt 1982 gewann er die Bergwertung. Er gewann rund 100 Straßenrennen in seine Laufbahn.
Nach seiner Zeit als Radsportler eröffnete Santysiak im italienischen Revello ein Radsportgeschäft. Dort wurde ein Radsportteam nach ihm als Team Santysiak benannt.

## Erfolge
1979
- eine Etappe Niedersachsen-Rundfahrt

1982
- Bergwertung Internationale Friedensfahrt